# Przywódcy państw i terytoriów zależnych w 2009
Przywódcy państw i terytoriów zależnych w 2009 – lista przywódców państw i terytoriów zależnych w roku 2009

## Afryka
- Algieria
  - Prezydent – Abdelaziz Bouteflika, Prezydenci Algierii (1999–2019)
  - Premier – Ahmad Ujahja, Premierzy Algierii (2008–2012)

- Angola
  - Prezydent – José Eduardo dos Santos, Prezydenci Angoli (1979–2017)
  - Premier – Paulo Kassoma, Premierzy Angoli (2008–2010)

- Benin
  - Prezydent – Yayi Boni, Prezydenci Beninu (2006–2016)

- Botswana
  - Prezydent – Seretse Ian Khama, Prezydenci Botswany (2008–2018)

- Brytyjskie Terytorium Oceanu Indyjskiego (terytorium zamorskie Wielkiej Brytanii)
  - Komisarz – Colin Roberts, Komisarze Brytyjskiego Terytorium Oceanu Indyjskiego (2008–2012)
  - Administrator – Joanne Mary Yeadon, Administratorzy Brytyjskiego Terytorium Oceanu Indyjskiego (2007–2011)

- Burkina Faso
  - Prezydent – Blaise Compaoré, Prezydenci Burkina Faso (1987–2014)
  - Premier – Tertius Zongo, Premierzy Burkina Faso (2007–2011)

- Burundi
  - Prezydent – Pierre Nkurunziza, Prezydenci Burundi (2005–2020)

- Czad
  - Prezydent – Idriss Déby, Prezydenci Czadu (1990–2021)
  - Premier – Youssouf Saleh Abbas, Premierzy Czadu (2008–2010)

- Demokratyczna Republika Konga
  - Prezydent – Joseph Kabila, Prezydenci Demokratycznej Republiki Konga (2001–2019)
  - Premier – Adolphe Muzito, Premierzy Demokratycznej Republiki Konga (2008–2012)

- Dżibuti
  - Prezydent – Ismail Omar Guelleh, Prezydenci Dżibuti (od 1999)
  - Premier – Dileita Mohamed Dileita, Premierzy Dżibuti (2001–2013)

- Egipt
  - Prezydent – Husni Mubarak, Prezydenci Egiptu (1981–2011)
  - Premier – Ahmad Nazif, Premierzy Egiptu (2004–2011)

- Erytrea
  - Prezydent – Isajas Afewerki, Prezydenci Erytrei (od 1993)

- Etiopia
  - Prezydent – Girma Woldegiorgis, Prezydenci Etiopii (2001–2013)
  - Premier – Meles Zenawi, Premierzy Etiopii (1995–2012)

- Gabon
  - Prezydent –
    1. Omar Bongo, Prezydenci Gabonu (1967–2009)
    2. Didjob Divungi Di Ndinge, P.o. prezydenta Gabonu (2009)
    3. Rose Francine Rogombé, P.o. prezydenta Gabonu (2009)
    4. Ali Bongo Ondimba, Prezydenci Gabonu (2009–2023)

  - Premier –
    1. Jean-Eyeghe Ndong, Premierzy Gabonu (2006–2009)
    2. Paul Biyoghé Mba, Premierzy Gabonu (2009–2012)

- Gambia
  - Prezydent – Yahya Jammeh, Prezydenci Gambii (1994–2017)

- Ghana
  - Prezydent –
    1. John Kufuor, Prezydenci Ghany (2001–2009)
    2. John Atta-Mills, Prezydenci Ghany (2009–2012)

- Gwinea
  - Prezydent –
    1. Moussa Dadis Camara, Prezydenci Gwinei (2008–2009)
    2. Sékouba Konaté, P.o. prezydenta Gwinei (2009–2010)

  - Premier – Kabiné Komara, Premierzy Gwinei (2008–2010)

- Gwinea Bissau
  - Prezydent –
    1. João Bernardo Vieira, Prezydenci Gwinei Bissau (2005–2009)
    2. Raimundo Pereira, p.o. prezydenta Gwinei Bissau (2009)
    3. Malam Bacai Sanhá, Prezydenci Gwinei Bissau (2009–2012)

  - Premier –
    1. Carlos Correia, Premierzy Gwinei Bissau (2008–2009)
    2. Carlos Gomes Júnior, Premierzy Gwinei Bissau (2009–2012)

- Gwinea Równikowa
  - Prezydent – Teodoro Obiang Nguema Mbasogo, Prezydenci Gwinei Równikowej (od 1979)
  - Premier – Ignacio Milam Tang, Premierzy Gwinei Równikowej (2008–2012)

- Kamerun
  - Prezydent – Paul Biya, Prezydenci Kamerunu (od 1982)
  - Premier –
    1. Ephraïm Inoni, Premierzy Kamerunu (2004–2009)
    2. Philémon Yang, Premierzy Kamerunu (2009–2019)

- Kenia
  - Prezydent – Mwai Kibaki, Prezydenci Kenii (2002–2013)
  - Premier – Raila Odinga, Premierzy Kenii (2008–2013)

- Komory
  - Prezydent – Ahmed Abdallah Sambi, Prezydenci Komorów (2006–2011)

- Kongo
  - Prezydent – Denis Sassou-Nguesso, Prezydenci Konga (od 1997)
  - Premier – Isidore Mvouba, Premierzy Konga (2005–2009) do 15 września

- Lesotho
  - król – Letsie III, Królowie Lesotho (od 1996)
  - Premier – Bethuel Pakalitha Mosisili, Premierzy Lesotho (1998–2012)

- Liberia
  - Prezydent – Ellen Johnson-Sirleaf, Prezydenci Liberii (2006–2018)

- Libia
  - Przywódca Rewolucji 1 Września – Mu’ammar al-Kaddafi, Przywódcy Libii (1969–2011)
  - Głowa państwa –
    1. Miftah Muhammad Ku’ajba, Sekretarz Generalny Powszechnego Kongresu Ludowego Libii (2008–2009)
    2. Imbarak Abd Allah asz-Szamich, Sekretarz Generalny Powszechnego Kongresu Ludowego Libii (2009–2010)

  - Premier – Al-Baghdadi Ali al-Mahmudi, Sekretarze Generalnego Komitetu Ludowego Libii (2006–2011)

- Madagaskar
  - Głowa państwa –
    1. Marc Ravalomanana, Prezydenci Madagaskaru (2002–2009)
    2. Andry Rajoelina, Prezydent Wysokiej Władzy Przejściowej (2009–2014)

  - Premier –
    1. Charles Rabemananjara, Premierzy Madagaskaru (2007–2009)
    2. Monja Roindefo, Premierzy Madagaskaru (2009)
    3. Eugène Mangalaza, Premierzy Madagaskaru (2009)
    4. Albert Camille Vital, Premierzy Madagaskaru (2009–2011)

- Majotta (departament zamorski Francji)
  - Prefekt –
    1. Denis Robin, Prefekci Majotty (2008–2009)
    2. Christophe Peyrel, P.o. prefekta Majotty (2009)
    3. Hubert Derache, Prefekci Majotty (2009–2011)

  - Przewodniczący Rady Generalnej – Ahmed Attoumani Douchina, Przewodniczący Rady Generalnej Majotty (2008–2011)

- Malawi
  - Prezydent – Bingu wa Mutharika, Prezydenci Malawi (2004–2012)

- Mali
  - Głowa państwa – Amadou Toumani Touré, Prezydenci Mali (2002–2012)
  - Premier – Modibo Sidibé, Premierzy Mali (2007–2011)

- Maroko
  - Król – Muhammad VI, Królowie Maroka (od 1999)
  - Premier – Abbas al-Fasi, Premierzy Maroka (2007–2011)
  -  Sahara Zachodnia (państwo nieuznawane)
    - Prezydent – Muhammad Abd al-Aziz, Prezydenci Sahary Zachodniej (1976–2016)
    - Premier – Abd al-Kadir Talib Umar, Premierzy Sahary Zachodniej (2003–2018)

- Mauretania
  - Prezydent –
    1. Muhammad uld Abd al-Aziz, Przewodniczący Rady Państwa (2008–2009)
    2. Ba Mamadu Mubari, P.o. prezydenta Mauretanii (2009)
    3. Muhammad uld Abd al-Aziz, Prezydenci Mauretanii (2009–2019)

  - Premier – Maulaj uld Muhammad al-Aghzaf, Premierzy Mauretanii (2008–2014)

- Mauritius
  - Prezydent – Anerood Jugnauth, Prezydenci Mauritiusa (2003–2012)
  - Premier – Navin Ramgoolam, Premierzy Mauritiusa (2005–2014)

- Mozambik
  - Prezydent – Armando Guebuza, Prezydenci Mozambiku (2005–2015)
  - Premier – Luisa Diogo, Premierzy Mozambiku (2004–2010)

- Namibia
  - Prezydent – Hifikepunye Pohamba, Prezydenci Namibii (2005–2015)
  - Premier – Nahas Angula, Premierzy Namibii (2005–2012)

- Niger
  - Prezydent – Mamadou Tandja, Prezydenci Nigru (1999–2010)
  - Premier –
    1. Seyni Oumarou, Premierzy Nigru (2007–2009)
    2. Albadé Abouba, P.o. premiera Nigru (2009)
    3. Ali Badjo Gamatié, Premierzy Nigru (2009–2010)

- Nigeria
  - Prezydent – Umaru Yar’Adua, Prezydenci Nigerii (2007–2010)

- Południowa Afryka
  - Prezydent –
    1. Kgalema Motlanthe, Prezydenci Południowej Afryki (2008–2009)
    2. Jacob Zuma, Prezydenci Południowej Afryki (2009–2018)

- Republika Środkowoafrykańska
  - Prezydent – François Bozizé, Prezydenci Republiki Środkowoafrykańskiej (2003–2013)
  - Premier – Faustin-Archange Touadéra, Premierzy Republiki Środkowoafrykańskiej (2008–2013)

- Republika Zielonego Przylądka
  - Prezydent – Pedro Pires, Prezydenci Republiki Zielonego Przylądka (2001–2011)
  - Premier – José Maria Neves, Premierzy Republiki Zielonego Przylądka (2001–2016)

- Reunion (departament zamorski Francji)
  - Prefekt – Pierre-Henry Maccioni, Prefekci Reunionu (2006–2010)
  - Przewodniczący Rady Generalnej – Nassimah Dindar, Przewodniczący Rady Generalnej Reunionu (2004–2015)
  - Przewodniczący Rady Regionalnej – Paul Vergès, Przewodniczący Rady Regionalnej Reunionu (1998–2010)

- Rwanda
  - Prezydent – Paul Kagame, Prezydenci Rwandy (od 2000)
  - Premier – Bernard Makuza, Premierzy Rwandy (2000–2011)

- Senegal
  - Prezydent – Abdoulaye Wade, Prezydenci Senegalu (2000–2012)
  - Premier –
    1. Cheikh Hadjibou Soumaré, Premierzy Senegalu (2007–2009)
    2. Souleymane Ndéné Ndiaye, Premierzy Senegalu (2009–2012)

- Seszele
  - Prezydent – James Michel, Prezydenci Seszeli (2004–2016)

- Sierra Leone
  - Prezydent – Ernest Bai Koroma, Prezydenci Sierra Leone (2007–2018)

- Somalia
  - Prezydent –
    1. Adan Mohamed Nuur Madobe, P.o. prezydenta Somalii (2008–2009)
    2. Sharif Sheikh Ahmed, Prezydenci Somalii (2009–2012)

  - Premier –
    1. Nur Hassan Hussein, Premierzy Somalii (2007–2009)
    2. Omar Abdirashid Ali Sharmarke, Premierzy Somalii (2009–2010)

  -  Somaliland (państwo nieuznawane)
    - Prezydent – Daahir Rayaale Kaahin, Prezydenci Somalilandu (2002–2010)

  -  Puntland (autonomiczna część Somalii)
    - Prezydent –
      1. Mohamud Muse Hersi, Prezydenci Puntlandu (2005–2009)
      2. Abdirahman Mohamud Farole, Prezydenci Puntlandu (2009–2014)

  -  Galmudug (autonomiczna część Somalii)
    - Prezydent –
      1. Mohamed Warsame Ali, Prezydenci Galmudugu (2006–2009)
      2. Mohamed Ahmed Alin, Prezydenci Galmudugu (2009–2012)

  -  Maakhir (państwo nieuznawane)
    - 11 stycznia integracja z Puntlandem
    - Prezydent –
      - Jibrell Ali Salad, Prezydenci Maakhir (2007–2009) na wygnaniu
      - Abdullahi Ahmed Jama, Prezydenci Maakhir (2008–2009) de facto

- Suazi
  - Król – Mswati III, Królowie Suazi (od 1986)
  - Premier – Barnabas Sibusiso Dlamini, Premierzy Suazi (od 2008)

- Sudan
  - Prezydent – Umar al-Baszir, Prezydenci Sudanu (1989–2019)

- Tanzania
  - President – Jakaya Kikwete, Prezydenci Tanzanii (2005–2015)
  - Premier – Mizengo Pinda, Premierzy Tanzanii (2008–2015)

- Togo
  - Prezydent – Faure Gnassingbé, Prezydenci Togo (od 2005)
  - Premier – Gilbert Houngbo, Premierzy Togo (2008–2012)

- Tunezja
  - Prezydent – Zajn al-Abidin ibn Ali, prezydenci Tunezji (1987–2011)
  - Premier – Mohamed Ghannouchi, Premierzy Tunezji (1999–2011)

- Uganda
  - Prezydent – Yoweri Museveni, Prezydenci Ugandy (od 1986)
  - Premier – Apolo Nsibambi, Premierzy Ugandy (1999–2011)

- Wybrzeże Kości Słoniowej
  - Prezydent – Laurent Gbagbo, Prezydenci Wybrzeża Kości Słoniowej (2000–2011)
  - Premier – Guillaume Soro, Premierzy Wybrzeża Kości Słoniowej (2007–2012)

- Wyspa Świętej Heleny, Wyspa Wniebowstąpienia i Tristan da Cunha (terytorium zamorskie Wielkiej Brytanii)
  - Gubernator – Andrew Gurr, Gubernatorzy Wyspy Świętej Heleny, Wyspy Wniebowstąpienia i Tristan da Cunha (2007–2011)

- Wyspy Świętego Tomasza i Książęca
  - Prezydent – Fradique de Menezes, Prezydenci Wysp Świętego Tomasza i Książęcej (2003–2011)
  - Premier – Joaquim Rafael Branco, Premierzy Wysp Świętego Tomasza i Książęcej (2008–2010)

- Zambia
  - Prezydent – Rupiah Banda, Prezydenci Zambii (2008–2011)

- Zimbabwe
  - Prezydent – Robert Mugabe, Prezydenci Zimbabwe (1987–2017)
  - Premier – Morgan Tsvangirai, Premierzy Zimbabwe (2009–2013) od 11 lutego

## Azja
- Afganistan
  - Prezydent – Hamid Karzaj, Prezydenci Afganistanu (2001–2014)

- Akrotiri (brytyjska suwerenna baza wojskowa w południowej części Cypru)
  - Administrator – Jamie Gordon, Administratorzy Akrotiri i Dhekelii (2008–2010)

- Arabia Saudyjska
  - Król – Abd Allah ibn Abd al-Aziz as-Saud, Królowie Arabii Saudyjskiej (2005–2015)

- Armenia
  - Prezydent – Serż Sarkisjan, Prezydenci Armenii (2008–2018)
  - Premier – Tigran Sarkisjan, Premierzy Armenii (2008–2014)

- Azerbejdżan
  - Prezydent – İlham Əliyev, Prezydenci Azerbejdżanu (od 2003)
  - Premier – Artur Rasizadə, Premierzy Azerbejdżanu (2003–2018)
  -  Górski Karabach (państwo nieuznawane)
    - Prezydent – Bako Sahakian, Prezydenci Górskiego Karabachu (od 2007)
    - Premier – Arajik Harutiunian, Premierzy Górskiego Karabachu (od 2007)

- Bahrajn
  - Król – Hamad ibn Isa Al Chalifa, Królowie Bahrajnu (od 1999)
  - Premier – Chalifa ibn Salman Al Chalifa, Premierzy Bahrajnu (1971–2020)

- Bangladesz
  - Prezydent –
    1. Iajuddin Ahmed, Prezydenci Bangladeszu (2002–2009)
    2. Zillur Rahman, Prezydenci Bangladeszu (2009–2013)

  - Premier –
    1. Fakhruddin Ahmed, Premierzy Bangladeszu (2007–2009)
    2. Sheikh Hasina Wajed, Premierzy Bangladeszu (od 2009)

- Bhutan
  - Król – Jigme Khesar Namgyel Wangchuck, Królowie Bhutanu (od 2006)
  - Premier – Lyonpo Jigme Thinley, Premierzy Bhutanu (2008–2013)

- Brunei
  - Sułtan – Hassanal Bolkiah, Sułtani Brunei (od 1967)

- Chiny
  - Sekretarz generalny KPCh – Hu Jintao, Sekretarze Generalni Komunistycznej Partii Chin (2002–2012)
  - Przewodniczący ChRL – Hu Jintao, Przewodniczący Chińskiej Republiki Ludowej (2003–2013)
  - Premier – Wen Jiabao, Premierzy Chińskiej Republiki Ludowej (2003–2013)
  - Przewodniczący CKW KC KPCh – Hu Jintao, Przew. Centralnej Komisji Wojskowej Komitetu Centralnego KPCh (2004–2012)

- Cypr
  - Prezydent – Dimitris Christofias, Prezydenci Cypru (2008–2013)
  -  Cypr Północny (państwo nieuznawane)
    - Prezydent – Mehmet Ali Talat, Prezydenci Cypru Północnego (2005–2010)
    - Premier –
      1. Ferdi Sabit Soyer, Premierzy Cypru Północnego (2005–2009)
      2. Derviş Eroğlu, Premierzy Cypru Północnego (2009–2010)

- Dhekelia (brytyjska suwerenna baza wojskowa w południowo-wschodniej części Cypru)
  - Administrator – Jamie Gordon, Administratorzy Akrotiri i Dhekelii (2008–2010)

- Filipiny
  - Prezydent – Gloria Macapagal-Arroyo, Prezydenci Filipin (2001–2010)

- Gruzja
  - Prezydent – Micheil Saakaszwili, Prezydenci Gruzji (2008–2013)
  - Premier –
    1. Grigol Mgalobliszwili, Premierzy Gruzji (2008–2009)
    2. Nika Gilauri, Premierzy Gruzji (2009–2012)

  -  Abchazja (państwo nieuznawane)
    - Prezydent – Siergiej Bagapsz, Prezydenci Abchazji (2005–2011)
    - Premier – Aleksandr Ankwab, Premierzy Abchazji (2005–2010)

  -  Osetia Południowa (państwo nieuznawane)
    - Prezydent – Eduard Kokojty, Prezydenci Osetii Południowej (2001–2011)
    - Premier –

    1. Asłanbiek Bułacew, Premierzy Osetii Południowej (2008–2009)
    2. Wadim Browcew, Premierzy Osetii Południowej (2009–2012)

- Indie
  - Prezydent – Pratibha Patil, Prezydenci Indii (2007–2012)
  - Premier – Manmohan Singh, Premierzy Indii (2004–2014)

- Indonezja
  - Prezydent – Susilo Bambang Yudhoyono, prezydenci Indonezji (2004–2014)

- Irak
  - Prezydent – Dżalal Talabani, Prezydenci Iraku (2005–2014)
  - Premier – Nuri al-Maliki, Premierzy Iraku (2006–2014)

- Iran
  - Najwyższy przywódca – Ali Chamenei, Najwyżsi przywódcy Iranu (od 1989)
  - Prezydent – Mahmud Ahmadineżad, Prezydenci Iranu (2005–2013)

- Izrael
  - Prezydent – Szimon Peres, Prezydent Izraela (2007–2014)
  - Premier –
    1. Ehud Olmert, Premierzy Izraela (2006–2009)
    2. Binjamin Netanjahu, Premierzy Izraela (2009–2021)

  -  Palestyna (państwo nieuznawane)
    - Prezydent – Mahmud Abbas, Prezydenci Autonomii Palestyńskiej (od 2005)
    - Premier – Salam Fajjad, Premierzy Autonomii Palestyńskiej (2007–2013)
    - Strefa Gazy (rebelia przeciw Palestyńskim Władzom Narodowym)
      - Prezydent – Abdel Aziz Duwaik, Prezydenci Autonomii Palestyńskiej (w Strefie Gazy) (2009–2014)
      - Premier – Isma’il Hanijja, Premierzy Autonomii Palestyńskiej (w Strefie Gazy) (2007–2014)

- Japonia
  - Cesarz – Akihito, Cesarze Japonii (1989–2019)
  - Premier –
    1. Tarō Asō, Premierzy Japonii (2008–2009)
    2. Yukio Hatoyama, Premierzy Japonii (2009–2010)

- Jemen
  - Prezydent – Ali Abd Allah Salih, Prezydenci Jemenu (1978–2012)
  - Premier – Ali Muhammad Mudżawar, Premierzy Jemenu (2007–2011)

- Jordania
  - Król – Abdullah II, Królowie Jordanii (od 1999)
  - Premier –
    1. Nadir az-Zahabi, Premierzy Jordanii (2007–2009)
    2. Samir Rifai, Premierzy Jordanii (2009–2011)

- Kambodża
  - Król – Norodom Sihamoni, Królowie Kambodży (od 2004)
  - Premier – Hun Sen, Premierzy Kambodży (1985–2023)

- Katar
  - Emir – Hamad ibn Chalifa Al Sani, Emirowie Kataru (1995–2013)
  - Premier – Hamad ibn Dżasim ibn Dżabr Al Sani, Premierzy Kataru (2007–2013)

- Kazachstan
  - Prezydent – Nursułtan Nazarbajew, Prezydenci Kazachstanu (1990–2019)
  - Premier – Karim Masimow, Premierzy Kazachstanu (2007–2012)

- Kirgistan
  - Prezydent – Kurmanbek Bakijew, Prezydenci Kirgistanu (2005–2010)
  - Premier –
    1. Igor Czudinow, Premierzy Kirgistanu (2007–2009)
    2. Danijar Üsönow, Premierzy Kirgistanu (2009–2010)

- Korea Południowa
  - Prezydent – Lee Myung-bak, Prezydenci Korei Południowej (2008–2013)
  - Premier –
    1. Han Seung-soo, Premierzy Korei Południowej (2008–2009)
    2. Chung Un-chan, Premierzy Korei Południowej (2009–2010)

- Korea Północna
  - Szef partii komunistycznej – Kim Dzong Il, Sekretarz Generalny Partii Pracy Korei (1997–2011)
  - Głowa państwa – Kim Yong Nam, Przewodniczący Prezydium Najwyższego Zgromadzenia Ludowego KRLD (1998–2019)
  - Premier – Kim Yŏng Il, Premierzy Korei Północnej (2007–2010)

- Kuwejt
  - Emir – Sabah IV al-Ahmad al-Dżabir as-Sabah, Emirowie Kuwejtu (od 2006)
  - Premier – Nasser Muhammad al-Ahmad as-Sabah, Premierzy Kuwejtu (2006–2011)

- Laos
  - Szef partii komunistycznej – Choummaly Sayasone, Sekretarze Generalni Laotańskiej Partii Ludowo-Rewolucyjnej (2006–2016)
  - Prezydent – Choummaly Sayasone, Prezydenci Laosu (2006–2016)
  - Premier – Bouasone Bouphavanh, Premierzy Laosu (2006–2010)

- Liban
  - Prezydent – Michel Sulaiman, Prezydenci Libanu (2008–2014)
  - Premier –
    1. Fouad Siniora, Premierzy Libanu (2005–2009)
    2. Saad Hariri, Premierzy Libanu (2009–2011)

- Malediwy
  - Prezydent – Mohamed Nasheed, Prezydenci Malediwów (2008–2012)

- Malezja
  - Monarcha – Tuanku Mizan Zainal Abidin, Yang di-Pertuan Agong Malezji (2006–2011)
  - Premier –
    1. Abdullah Ahmad Badawi, Premierzy Malezji (2003–2009)
    2. Najib Tun Razak, Premierzy Malezji (2009–2018)

- Mjanma
  - Głowa państwa – Than Shwe, Przewodniczący Rady Pokoju i Rozwoju Birmy (1992–2011)

- Mongolia
  - Prezydent –
    1. Nambaryn Enchbajar, Prezydenci Mongolii (2005–2009)
    2. Cachiagijn Elbegdordż, Prezydenci Mongolii (2009–2017)

  - Premier –
    1. Sandżaagijn Bajar, Premierzy Mongolii (2007–2009)
    2. Norowyn Altanchujag, P.o. premiera Mongolii (2009)
    3. Süchbaataryn Batbold, Premierzy Mongolii (2009–2012)

- Nepal
  - Prezydent – Ram Baran Yadav, Prezydenci Nepalu (2008–2015)
  - Premier –
    1. Pushpa Kamal Dahal, Premierzy Nepalu (2008–2009)
    2. Madhav Kumar Nepal, Premierzy Nepalu (2009–2011)

- Oman
  - Sułtan – Kabus ibn-Said, Sułtani Omanu (od 1970)

- Pakistan
  - Prezydent – Asif Ali Zardari, Prezydenci Pakistanu (2008–2013)
  - Premier – Yousaf Raza Gilani, Premierzy Pakistanu (2008–2012)

- Singapur
  - Prezydent – S.R. Nathan, Prezydenci Singapuru (1999–2011)
  - Premier – Lee Hsien Loong, Premierzy Singapuru (od 2004)

- Sri Lanka
  - Prezydent – Mahinda Rajapaksa, Prezydenci Sri Lanki (2005–2015)
  - Premier – Ratnasiri Wickremanayake, Premierzy Sri Lanki (2005–2010)

- Syria
  - Prezydent – Baszszar al-Asad, Prezydenci Syrii (od 2000)
  - Premier – Muhammad Nadżi al-Utri, Premierzy Syrii (2003–2011)

- Tadżykistan
  - Prezydent – Emomali Rahmon, Prezydenci Tadżykistanu (od 1992)
  - Premier – Okil Okilow, Premierzy Tadżykistanu (1999–2013)

- Tajlandia
  - Król – Bhumibol Adulyadej, Królowie Tajlandii (1946–2016)
  - Premier – Abhisit Vejjajiva, Premierzy Tajlandii (2008–2011)

- Tajwan (państwo częściowo uznawane)
  - Prezydent – Ma Ying-jeou, Prezydenci Republiki Chińskiej (2008–2016)
  - Premier –
    1. Liu Chao-shiuan, Premierzy Republiki Chińskiej (2008–2009)
    2. Wu Den-yih, Premierzy Republiki Chińskiej (2009–2012)

- Timor Wschodni
  - Prezydent – José Ramos-Horta, Prezydenci Timoru Wschodniego (2007–2012)
  - Premier – Xanana Gusmão, Premierzy Timoru Wschodniego (2007–2015)

- Turcja
  - Prezydent – Abdullah Gül, prezydenci Turcji (2007–2014)
  - Premier – Recep Tayyip Erdoğan, Premierzy Turcji (2003–2014)

- Turkmenistan
  - Prezydent – Gurbanguly Berdimuhamedow, Prezydenci Turkmenistanu (2006–2022)

- Uzbekistan
  - Prezydent – Islom Karimov, Prezydenci Uzbekistanu (1990–2016)
  - Premier – Shavkat Mirziyoyev, Premierzy Uzbekistanu (2003–2016)

- Wietnam
  - Szef partii komunistycznej – Nông Đức Mạnh, Sekretarze Generalni Komunistycznej Partii Wietnamu (2001–2011)
  - Prezydent – Nguyễn Minh Triết, Prezydenci Wietnamu (2006–2011)
  - Premier – Nguyễn Tấn Dũng, Premierzy Wietnamu (2006–2016)

- Zjednoczone Emiraty Arabskie
  - Prezydent – Chalifa ibn Zajid Al Nahajjan, Prezydenci Zjednoczonych Emiratów Arabskich (od 2004)
  - Premier – Muhammad ibn Raszid al-Maktum, Premierzy Zjednoczonych Emiratów Arabskich (od 2006)

## Europa
- Albania
  - Prezydent – Bamir Topi, Prezydenci Albanii (2007–2012)
  - Premier – Sali Berisha, Premierzy Albanii (2005–2013)

- Andora
  - Monarchowie
    - Współksiążę francuski – Nicolas Sarkozy, Współksiążę francuski Andory (2007–2012)
      - Przedstawiciel – Christian Frémont (2008–2012)

    - Współksiążę episkopalny – Joan Enric Vives Sicília, Współksiążę episkopalny Andory (od 2003)
      - Przedstawiciel – Nemesi Marqués Oste (1993–2012)

  - Premier –
    1. Albert Pintat Santolària, Premierzy Andory (2005–2009)
    2. Jaume Bartumeu, Premierzy Andory (2009–2011)

- Austria
  - Prezydent – Heinz Fischer, Prezydenci Austrii (2004–2016)
  - Kanclerz – Werner Faymann, Kanclerze Austrii (2008–2016)

- Belgia
  - Król – Albert II, Królowie Belgów (1993–2013)
  - Premier –
    1. Herman Van Rompuy, Premierzy Belgii (2008–2009)
    2. Yves Leterme, Premierzy Belgii (2009–2011)

- Białoruś
  - Prezydent – Alaksandr Łukaszenka, Prezydenci Białorusi (od 1994)
  - Premier – Siarhiej Sidorski, Premierzy Białorusi (2003–2010)

- Bośnia i Hercegowina
  - Głowa państwa – Prezydium Republiki Bośni i Hercegowiny
    - przedstawiciel Serbów – Nebojša Radmanović (2006–2014) Przewodniczący Prezydium Republiki Bośni i Hercegowiny (2008–2009)
    - przedstawiciel Chorwatów – Željko Komšić (2006–2014) Przewodniczący Prezydium Republiki Bośni i Hercegowiny (2009–2010)
    - przedstawiciel Boszniaków – Haris Silajdžić (2006–2010)

  - Premier – Nikola Špirić, Premierzy Bośni i Hercegowiny (2007–2012)
  - Wysoki Przedstawiciel –
    1. Miroslav Lajčák, Wysoki Przedstawiciel dla Bośni i Hercegowiny (2007–2009)
    2. Valentin Inzko, Wysoki Przedstawiciel dla Bośni i Hercegowiny (od 2009)

- Bułgaria
  - Prezydent – Georgi Pyrwanow, Prezydenci Bułgarii (2002–2012)
  - Premier –
    1. Sergej Staniszew, Premierzy Bułgarii (2005–2009)
    2. Bojko Borisow, Premierzy Bułgarii (2009–2013)

- Chorwacja
  - Prezydent – Stjepan Mesić, Prezydenci Chorwacji (2000–2010)
  - Premier –
    1. Ivo Sanader, Premierzy Chorwacji (2003–2009)
    2. Jadranka Kosor, Premierzy Chorwacji (2009–2011)

- Czarnogóra
  - Prezydent – Filip Vujanović, Prezydenci Czarnogóry (od 2003)
  - Premier – Milo Đukanović, Premierzy Czarnogóry (2008–2010)

- Czechy
  - Prezydent – Václav Klaus, Prezydenci Czech (2003–2013)
  - Premier –
    1. Mirek Topolánek, Premierzy Czech (2006–2009)
    2. Jan Fischer, Premierzy Czech (2009–2010)

- Dania
  - Król – Małgorzata II, Królowie Danii (1972–2024)
  - Premier –
    1. Anders Fogh Rasmussen, Premierzy Danii (2001–2009)
    2. Lars Løkke Rasmussen, Premierzy Danii (2009–2011)

  -  Wyspy Owcze (Autonomiczne terytorium Królestwa Danii)
    - Królewski administrator – Dan Michael Knudsen, Królewscy administratorzy Wysp Owczych (od 2008)
    - Premier – Kaj Leo Johannesen, Premierzy Wysp Owczych (2008–2015)

- Estonia
  - Prezydent – Toomas Hendrik Ilves, Prezydenci Estonii (2006–2016)
  - Premier – Andrus Ansip, Premierzy Estonii (2005–2014)

- Finlandia
  - Prezydent – Tarja Halonen, Prezydenci Finlandii (2000–2012)
  - Premier – Matti Vanhanen, Premierzy Finlandii (2003–2010)

- Francja
  - Prezydent – Nicolas Sarkozy, prezydenci Francji (2007–2012)
  - Premier – François Fillon, Premierzy Francji (2007–2012)

- Grecja
  - Prezydent – Karolos Papulias, Prezydenci Grecji (2005–2015)
  - Premier –
    1. Kostas Karamanlis, Premierzy Grecji (2004–2009)
    2. Jeorios Andreas Papandreu, Premierzy Grecji (2009–2011)

- Hiszpania
  - Król – Jan Karol I, Królowie Hiszpanii (1975–2014)
  - Premier – José Luis Rodríguez Zapatero, Premierzy Hiszpanii (2004–2011)

- Holandia
  - Król – Beatrycze, Królowie Niderlandów (1980–2013)
  - Premier – Jan Peter Balkenende, Premierzy Holandii (2002–2010)

- Irlandia
  - Prezydent – Mary McAleese, Prezydenci Irlandii (1997–2011)
  - Premier – Brian Cowen, Premierzy Irlandii (2008–2011)

- Islandia
  - Prezydent – Ólafur Ragnar Grímsson, Prezydenci Islandii (1996–2016)
  - Premier –
    1. Geir Haarde, Premierzy Islandii (2006–2009)
    2. Jóhanna Sigurðardóttir, Premierzy Islandii (2009–2013)

- Liechtenstein
  - Książę – Jan Adam II, Książęta Liechtensteinu (od 1989)
  - Regent – Alojzy (od 2004)
  - Premier –
    1. Otmar Hasler, Premierzy Liechtensteinu (2001–2009)
    2. Klaus Tschütscher, Premierzy Liechtensteinu (2009–2013)

- Litwa
  - Prezydent –
    1. Valdas Adamkus, Prezydenci Litwy (2004–2009)
    2. Dalia Grybauskaitė, Prezydenci Litwy (2009–2019)

  - Premier – Andrius Kubilius, Premierzy Litwy (2008–2012)

- Luksemburg
  - Wielki książę – Henryk, Wielcy książęta Luksemburga (od 2000)
  - Premier – Jean-Claude Juncker, Premierzy Luksemburga (1995–2013)

- Łotwa
  - Prezydent – Valdis Zatlers, Prezydenci Łotwy (2007–2011)
  - Premier –
    1. Ivars Godmanis, Premierzy Łotwy (2007–2009)
    2. Valdis Dombrovskis, Premierzy Łotwy (2009–2014)

- Macedonia
  - Prezydent –
    1. Branko Crwenkowski, Prezydenci Macedonii (2004–2009)
    2. Ǵorge Iwanow, Prezydenci Macedonii (2009–2019)

  - Premier – Nikoła Gruewski, Premierzy Macedonii (2006–2016)

- Malta
  - Prezydent –
    1. Edward Fenech Adami, Prezydenci Malty (2004–2009)
    2. George Abela, Prezydenci Malty (2009–2014)

  - Premier – Lawrence Gonzi, Premierzy Malty (2004–2013)

- Mołdawia
  - Prezydent –
    1. Vladimir Voronin, Prezydenci Mołdawii (2001–2009)
    2. Mihai Ghimpu, P.o. prezydenta Mołdawii (2009–2010)

  - Premier –
    1. Zinaida Greceanîi, Premierzy Mołdawii (2008–2009)
    2. Vitalie Pîrlog, P.o. premiera Mołdawii (2009)
    3. Vlad Filat, Premierzy Mołdawii (2009–2013)

  -  Naddniestrze (państwo nieuznawane)
    - Prezydent – Igor Smirnow, Prezydenci Naddniestrza (1991–2011)

- Monako
  - Książę – Albert II, Książęta Monako (od 2005)
  - Minister stanu – Jean-Paul Proust, Ministrowie stanu Monako (2005–2010)

- Niemcy
  - Prezydent – Horst Köhler, prezydenci Niemiec (2004–2010)
  - Kanclerz – Angela Merkel, Kanclerze Niemiec (2005–2021)

- Norwegia
  - Król – Harald V, Królowie Norwegii (od 1991)
  - Premier – Jens Stoltenberg, Premierzy Norwegii (2005–2013)

- Polska
  - Prezydent – Lech Kaczyński, prezydenci Polski (2005–2010)
  - Premier – Donald Tusk, Premierzy Polski (2007–2014)

- Portugalia
  - Prezydent – Aníbal Cavaco Silva, prezydenci Portugalii (2006–2016)
  - Premier – José Sócrates, Premierzy Portugalii (2005–2011)

- Rosja
  - Prezydent – Dmitrij Miedwiediew, Prezydenci Rosji (2008–2012)
  - Premier – Władimir Putin, Premierzy Rosji (2008–2012)

- Rumunia
  - Prezydent – Traian Băsescu, Prezydenci Rumunii (2004–2014)
  - Premier – Emil Boc, Premierzy Rumunii (2008–2012)

- San Marino
  - Kapitanowie regenci –
    1. Assunta Meloni i Ernesto Benedettini, Kapitanowie regenci San Marino (2008–2009)
    2. Massimo Cenci i Oscar Mina, Kapitanowie regenci San Marino (2009)
    3. Francesco Mussoni i Stefano Palmieri, Kapitanowie regenci San Marino (2009–2010)

  - Szef rządu – Antonella Mularoni, Sekretarze Stanu do spraw Politycznych i Zagranicznych San Marino (2008–2012)

- Serbia
  - Prezydent – Boris Tadić, Prezydenci Serbii (2004–2012)
  - Premier – Mirko Cvetković, Premierzy Serbii (2008–2012)
  -  Kosowo (państwo częściowo uznawane pod zarządem ONZ)
    - Prezydent – Fatmir Sejdiu, Prezydenci Kosowa (2006–2010)
    - Premier – Hashim Thaçi, Premierzy Kosowa (2008–2014)
    - Specjalny Przedstawiciel – Lamberto Zannier, Specjalni Przedstawiciele Sekretarza Generalnego ONZ w Kosowie (2008–2011)

- Słowacja
  - Prezydent – Ivan Gašparovič, Prezydenci Słowacji (2004–2014)
  - Premier – Robert Fico, Premierzy Słowacji (2006–2010)

- Słowenia
  - Prezydent – Danilo Türk, Prezydenci Słowenii (2007–2012)
  - Premier – Borut Pahor, Premierzy Słowenii (2008–2012)

- Szwajcaria
  - Rada Związkowa: Doris Leuthard (od 2006), Moritz Leuenberger (1995–2010), Micheline Calmy-Rey (2002–2011), Hans-Rudolf Merz (2003–2010, prezydent), Pascal Couchepin (1998–2009), Eveline Widmer-Schlumpf (2008–2015), Ueli Maurer (od 2009), Didier Burkhalter (od 2009)

- Szwecja
  - Król – Karol XVI Gustaw, Królowie Szwecji (od 1973)
  - Premier – Fredrik Reinfeldt, Premierzy Szwecji (2006–2014)

- Ukraina
  - Prezydent – Wiktor Juszczenko, prezydenci Ukrainy (2005–2010)
  - Premier – Julia Tymoszenko, Premierzy Ukrainy (2007–2010)

- Unia Europejska
  - Prezydencja Rady Unii Europejskiej –
    1. Czechy (I – VI 2009)
    2. Szwecja (VII – XII 2009)

  - Przewodniczący Rady Europejskiej – Herman Van Rompuy (2009–2014) od 1 grudnia
  - Przewodniczący Komisji Europejskiej – José Manuel Durão Barroso (2004–2014)
  - Przewodniczący Parlamentu Europejskiego –
    1. Hans-Gert Pöttering (2007–2009)
    2. Jerzy Buzek (2009–2012)

  - Wysoki przedstawiciel Unii do spraw zagranicznych i polityki bezpieczeństwa –
    1. Javier Solana (1999–2009)
    2. Catherine Ashton (2009–2014)

- Watykan
  - Papież – Benedykt XVI, Suwerenny Władca Państwa Watykańskiego (2005–2013)
  - Prezydent Gubernatoratu – Giovanni Lajolo, Prezydenci Papieskiej Komisji Państwa Watykańskiego (2006–2011)
  - Stolica Apostolska
    - Sekretarz stanu – Tarcisio Bertone, Sekretarze stanu Stolicy Apostolskiej (2006–2013)

- Węgry
  - Prezydent – László Sólyom, Prezydent Węgier (2005–2010)
  - Premier –
    1. Ferenc Gyurcsány, Premierzy Węgier (2004–2009)
    2. Gordon Bajnai, Premierzy Węgier (2009–2010)

- Wielka Brytania
  - Król – Elżbieta II, Królowie Zjednoczonego Królestwa (od 1952)
  - Premier – Gordon Brown, Premierzy Wielkiej Brytanii (2007–2010)
  -  Wyspa Man (Dependencja korony brytyjskiej)
    - Gubernator porucznik – Paul Haddacks, Gubernatorzy porucznicy Wyspy Man (2005–2011)
    - Szef ministrów – James Anthony Brown, Premierzy Wyspy Man (2006–2011)

  -  Guernsey (Dependencja korony brytyjskiej)
    - Gubernator porucznik – Fabian Malbon, Gubernatorzy porucznicy Guernsey (2005–2011)
    - Baliw – Geoffrey Rowland, Baliwowie Guernsey (2005–2012)
    - Szef ministrów – Lyndon Trott, Szefowie ministrów Guernsey (2008–2012)

  -  Jersey (Dependencja korony brytyjskiej)
    - Gubernator porucznik – Andrew Ridgway, Gubernatorzy porucznicy Jersey (2006–2011)
    - Baliw –
      1. Philip Bailhache, Baliwowie Jersey (1995–2009)
      2. Michael Birt, Baliwowie Jersey (2009–2015)

    - Szef ministrów – Terry Le Sueur, Szefowie ministrów Jersey (2008–2011)

  -  Gibraltar (terytorium zamorskie Wielkiej Brytanii)
    - Gubernator –
      1. Robert Fulton, Gubernatorzy Gibraltaru (2006–2009)
      2. Leslie Pallett, P.o. gubernatora Gibraltaru (2009)
      3. Adrian Johns, Gubernatorzy Gibraltaru (2009–2013)

    - Szef ministrów – Peter Caruana, Szefowie ministrów Gibraltaru (1996–2011)

- Włochy
  - Prezydent – Giorgio Napolitano, Prezydenci Włoch (2006–2015)
  - Premier – Silvio Berlusconi, Premierzy Włoch (2008–2011)

## Ameryka Północna
- Anguilla (terytorium zamorskie Wielkiej Brytanii)
  - Gubernator –
    1. Andrew George, Gubernatorzy Anguilli (2006–2009)
    2. Stanley Reid, P.o. gubernatora Anguilli (2009)
    3. Alistair Harrison, Gubernatorzy Anguilli (2009–2013)

  - Szef ministrów – Osbourne Fleming, Szefowie ministrów Anguilli (2000–2010)

- Antigua i Barbuda
  - Król – Elżbieta II, Królowie Antigui i Barbudy (od 1981)
  - Gubernator generalny – Louise Lake-Tack, Gubernatorzy generalni Antigui i Barbudy (2007–2014)
  - Premier – Baldwin Spencer, Premierzy Antigui i Barbudy (2004–2014)

- Antyle Holenderskie (samorządny kraj członkowski Królestwa Niderlandów)
  - Gubernator – Frits Goedgedrag, Gubernatorzy Antyli Holenderskich (2002–2010)
  - Premier – Emily de Jongh-Elhage, Premierzy Antyli Holenderskich (2006–2010)

- Aruba (samorządny kraj członkowski Królestwa Niderlandów)
  - Gubernator – Fredis Refunjol, Gubernatorzy Aruby (2004–2016)
  - Premier –
    1. Nelson Orlando Oduber, Premierzy Aruby (2001–2009)
    2. Mike Eman, Premierzy Aruby (2009–2017)

- Bahamy
  - Król – Elżbieta II, Królowie Bahamów (od 1973)
  - Gubernator generalny – Arthur Dion Hanna, Gubernatorzy generalni Bahamów (2006–2010)
  - Premier – Hubert Ingraham, Premierzy Bahamów (2007–2012)

- Barbados
  - Król – Elżbieta II, Królowie Barbadosu (1966–2021)
  - Gubernator generalny – Clifford Husbands, Gubernatorzy generalni Barbadosu (1996–2011)
  - Premier – David Thompson, Premierzy Barbadosu (2008–2010)

- Belize
  - Król – Elżbieta II, Królowie Belize (od 1981)
  - Gubernator generalny – Colville Young, Gubernatorzy generalni Belize (od 1993)
  - Premier – Dean Barrow, Premierzy Belize (od 2008)

- Bermudy (terytorium zamorskie Wielkiej Brytanii)
  - Gubernator – Richard Gozney, Gubernatorzy Bermudów (2007–2012)
  - Premier – Ewart Brown, Premierzy Bermudów (2006–2010)

- Brytyjskie Wyspy Dziewicze (terytorium zamorskie Wielkiej Brytanii)
  - Gubernator – David Pearey, Gubernatorzy Brytyjskich Wysp Dziewiczych (2006–2010)
  - Premier – Ralph T. O’Neal, Premierzy Brytyjskich Wysp Dziewiczych (2007–2011)

- Dominika
  - Prezydent – Nicholas Liverpool, Prezydenci Dominiki (2003–2012)
  - Premier – Roosevelt Skerrit, Premierzy Dominiki (od 2004)

- Dominikana
  - Prezydent – Leonel Fernández, Prezydenci Dominikany (2004–2012)

- Grenada
  - Król – Elżbieta II, Królowie Grenady (od 1974)
  - Gubernator generalny – Carlyle Glean, Gubernatorzy generalni Grenady (2008–2013)
  - Premier – Tillman Thomas, Premierzy Grenady (2008–2013)

- Grenlandia (autonomiczne terytorium Królestwa Danii)
  - Wysoki komisarz – Søren Hald Møller, Wysocy komisarze Grenlandii (2005–2011)
  - Premier –
    1. Hans Enoksen, Premierzy Grenlandii (2002–2009)
    2. Kuupik Kleist, Premierzy Grenlandii (2009–2013)

- Gwadelupa (departament zamorski Francji)
  - Prefekt –
    1. Nicolas Desforges, Prefekci Gwadelupy (2008–2009)
    2. Jean-Luc Fabre, Prefekci Gwadelupy (2009–2011)

  - Przewodniczący Rady Generalnej – Jacques Gillot, Przewodniczący Rady Generalnej Gwadelupy (2001–2015)
  - Przewodniczący Rady Regionalnej – Victorin Lurel, Przewodniczący Rady Regionalnej Gwadelupy (2004–2012)

- Gwatemala
  - Prezydent – Álvaro Colom, Prezydenci Gwatemali (2008–2012)

- Haiti
  - Prezydent – René Préval, Prezydenci Haiti (2006–2011)
  - Premier –
    1. Michèle Pierre-Louis, Premierzy Haiti (2008–2009)
    2. Jean-Max Bellerive, Premierzy Haiti (2009–2011)

- Honduras
  - Prezydent –
    1. Manuel Zelaya, Prezydenci Hondurasu (2006–2009)
    2. Roberto Micheletti, P.o. prezydenta Hondurasu (2009–2010)

- Jamajka
  - Król – Elżbieta II, Królowie Jamajki (od 1962)
  - Gubernator generalny –
    1. Kenneth Hall, Gubernatorzy generalni Jamajki (2006–2009)
    2. Patrick Linton Allen, Gubernatorzy generalni Jamajki (od 2009)

  - Premier – Bruce Golding, Premierzy Jamajki (2007–2011)

- Kanada
  - Król – Elżbieta II, Królowie Kanady (od 1952)
  - Gubernator generalny – Michaëlle Jean, Gubernatorzy generalni Kanady (2005–2010)
  - Premier – Stephen Harper, Premierzy Kanady (2006–2015)

- Kajmany (terytorium zamorskie Wielkiej Brytanii)
  - Gubernator –
    1. Stuart Jack, Gubernatorzy Kajmanów (2005–2009)
    2. Donovan Ebanks, P.o. gubernatora Kajmanów (2009–2010)

  - Szef rządu –
    1. Kurt Tibbetts, Szefowie rządu Kajmanów (2005–2009)
    2. McKeeva Bush, Szefowie rządu Kajmanów (2009)

  - Premier – McKeeva Bush, Premierzy Kajmanów (2009–2012)

- Kostaryka
  - Prezydent – Óscar Arias Sánchez, Prezydenci Kostaryki (2006–2010)

- Kuba
  - Szef partii komunistycznej – Fidel Castro, Pierwszy sekretarz Komunistycznej Partii Kuby (1965–2011)
  - Przewodniczący Rady Państwa – Raúl Castro, Przewodniczący Rady Państwa Republiki Kuby (od 2008)
  - Premier – Raúl Castro, Premierzy Kuby (od 2008)

- Martynika (departament zamorski Francji)
  - Prefekt – Ange Mancini, Prefekci Martyniki (2007–2011)
  - Przewodniczący Rady Generalnej – Claude Lise, Przewodniczący Rady Generalnej Martyniki (1992–2011)
  - Przewodniczący Rady Regionalnej – Alfred Marie-Jeanne, Przewodniczący Rady Regionalnej Martyniki (1998–2010)

- Meksyk
  - Prezydent – Felipe Calderón, Prezydenci Meksyku (2006–2012)

- Montserrat (terytorium zamorskie Wielkiej Brytanii)
  - Gubernator – Peter Andrew Waterworth, Gubernatorzy Montserratu (2007–2011)
  - Szef ministrów –
    1. Lowell Lewis, Szefowie ministrów Montserratu (2006–2009)
    2. Reuben Meade, Szefowie ministrów Montserratu (2009–2014)

- Nikaragua
  - Prezydent – Daniel Ortega, Prezydenci Nikaragui (od 2007)

- Panama
  - Prezydent –
    1. Martín Torrijos, Prezydenci Panamy (2004–2009)
    2. Ricardo Martinelli, Prezydenci Panamy (2009–2014)

- Saint-Barthélemy (wspólnota zamorska Francji)
  - Prefekt –
    1. Dominique Lacroix, Prefekci Saint Barthélemy (2007–2009)
    2. Jacques Simonnet, Prefekci Saint Barthélemy (2009–2011)

  - Przewodniczący Rady Terytorialnej – Bruno Magras, Przewodniczący Rady Terytorialnej Saint Barthélemy (od 2007)

- Saint Kitts i Nevis
  - Król – Elżbieta II, Królowie Saint Kitts i Nevis (od 1983)
  - Gubernator generalny – Cuthbert Sebastian, Gubernatorzy generalni Saint Kitts i Nevis (1996–2013)
  - Premier – Denzil Douglas, Premierzy Saint Kitts i Nevis (1995–2015)

- Saint Lucia
  - Król – Elżbieta II, Królowie Saint Lucia (od 1979)
  - Gubernator generalny – Pearlette Louisy, Gubernatorzy generalni Saint Lucia (1997–2017)
  - Premier – Stephenson King, Premierzy Saint Lucia (2007–2011)

- Saint-Martin (wspólnota zamorska Francji)
  - Prefekt –
    1. Dominique Lacroix, Prefekci Saint-Martin (2007–2009)
    2. Jacques Simonnet, Prefekci Saint-Martin (2009–2011)

  - Przewodniczący Rady Terytorialnej –
    1. Frantz Gumbs, Przewodniczący Rady Terytorialnej Saint-Martin (2008–2009)
    2. Daniel Gibbs, P.o. przewodniczącego Rady Terytorialnej Saint-Martin (2009)
    3. Frantz Gumbs, Przewodniczący Rady Terytorialnej Saint-Martin (2009–2012)

- Saint-Pierre i Miquelon (wspólnota zamorska Francji)
  - Prefekt –
    1. Jean-Pierre Berçot, Prefekci Saint-Pierre i Miquelon (2008–2009)
    2. Jean-Régis Borius, Prefekci Saint-Pierre i Miquelon (2009–2011)

  - Przewodniczący Rady Terytorialnej – Stéphane Artano, Przewodniczący Rady Terytorialnej Saint-Pierre i Miquelon (od 2006)

- Saint Vincent i Grenadyny
  - Król – Elżbieta II, Królowie Saint Vincent i Grenadyn (od 1979)
  - Gubernator generalny – Frederick Ballantyne, Gubernatorzy generalni Saint Vincent i Grenadyn (od 2002)
  - Premier – Ralph Gonsalves, Premierzy Saint Vincent i Grenadyn (od 2001)

- Salwador
  - Prezydent –
    1. Antonio Saca, Prezydenci Salwadoru (2004–2009)
    2. Mauricio Funes, Prezydenci Salwadoru (2009–2014)

- Stany Zjednoczone
  - Prezydent –
    1. George Walker Bush, Prezydenci Stanów Zjednoczonych (2001–2009)
    2. Barack Obama, Prezydenci Stanów Zjednoczonych (2009–2017)

  -  Portoryko (Terytorium zorganizowane o statusie wspólnoty Stanów Zjednoczonych Ameryki)
    - Gubernator –

    1. Aníbal Acevedo Vilá, Gubernatorzy Portoryko (2005–2009)
    2. Luis Fortuño, Gubernatorzy Portoryko (2009–2013)

  -  Wyspy Dziewicze Stanów Zjednoczonych (Nieinkorporowane terytorium zorganizowane Stanów Zjednoczonych Ameryki)
    - Gubernator – John de Jongh, Gubernatorzy Wysp Dziewiczych Stanów Zjednoczonych (2007–2015)

- Trynidad i Tobago
  - Prezydent – George Maxwell Richards, Prezydenci Trynidadu i Tobago (2003–2013)
  - Premier – Patrick Manning, Premierzy Trynidadu i Tobago (2001–2010)

- Turks i Caicos (terytorium zamorskie Wielkiej Brytanii)
  - Gubernator – Gordon Wetherell, Gubernatorzy Turks i Caicos (2008–2011)

## Ameryka Południowa
- Argentyna
  - Prezydent – Cristina Fernández de Kirchner, prezydenci Argentyny (2007–2015)

- Boliwia
  - Prezydent – Evo Morales, Prezydenci Boliwii (2006–2019)

- Brazylia
  - Prezydent – Luiz Inácio Lula da Silva, Prezydenci Brazylii (2003–2011)

- Chile
  - Prezydent – Michelle Bachelet, Prezydenci Chile (2006–2010)

- Ekwador
  - Prezydent – Rafael Correa, Prezydenci Ekwadoru (2007–2017)

- Falklandy (terytorium zamorskie Wielkiej Brytanii)
  - Gubernator – Alan Huckle, Gubernatorzy Falklandów (2006–2010)
  - Szef Rady Wykonawczej – Tim Thorogood, Szefowie Rady Wykonawczej Falklandów (2008–2012)

- Georgia Południowa i Sandwich Południowy (terytorium zamorskie Wielkiej Brytanii)
  - Komisarz – Alan Huckle, Komisarze Georgii Południowej i Sandwicha Południowego (2006–2010)
  - Dyrektor generalny – Harriet Hall, Dyrektorzy generalni Georgii Południowej i Sandwicha Południowego (2007–2009)
  - Starszy naczelnik – Martin Collins, Starsi naczelnicy Georgii Południowej i Sandwicha Południowego (2009–2012)

- Gujana
  - Prezydent – Bharrat Jagdeo, Prezydenci Gujany (1999–2011)
  - Premier – Samuel Hinds, Premierzy Gujany (1999–2015)

- Gujana Francuska (departament zamorski Francji)
  - Prefekt –
    1. Jean-Pierre Laflaquière, Prefekci Gujany Francuskiej (2006–2009)
    2. Daniel Ferey, Prefekci Gujany Francuskiej (2009–2011)

  - Przewodniczący Rady Generalnej – Alain Tien-Liong, Przewodniczący Rady Generalnej Gujany Francuskiej (2008–2015)
  - Przewodniczący Rady Regionalnej – Antoine Karam, Przewodniczący Rady Regionalnej Gujany Francuskiej (1992–2010)

- Kolumbia
  - Prezydent – Álvaro Uribe, prezydenci Kolumbii (2002–2010)

- Paragwaj
  - Prezydent – Fernando Lugo, Prezydenci Paragwaju (2008–2012)

- Peru
  - Prezydent – Alan García Pérez, prezydenci Peru (2006–2011)
  - Premier –
    1. Yehude Simon, Premierzy Peru (2008–2009)
    2. Javier Velásquez, Premierzy Peru (2009–2010)

- Surinam
  - Prezydent – Ronald Venetiaan, Prezydenci Surinamu (2000–2010)

- Urugwaj
  - Prezydent – Tabaré Vázquez, Prezydenci Urugwaju (2005–2010)

- Wenezuela
  - Prezydent – Hugo Chávez, Prezydenci Wenezueli (2002–2013)

## Australia i Oceania
- Australia
  - Król – Elżbieta II, Królowie Australii (od 1952)
  - Gubernator generalny – Quentin Bryce, Gubernatorzy generalni Australii (2008–2014)
  - Premier – Kevin Rudd, Premierzy Australii (2007–2010)
  -  Wyspa Bożego Narodzenia (terytorium zewnętrzne Australii)
    - Administrator –
      1. Sheryl Klaffer, P.o. administratora Wyspy Bożego Narodzenia (2008–2009)
      2. Stephen Clay, P.o. administratora Wyspy Bożego Narodzenia (2009)
      3. Brian Lacy, Administratorzy Wyspy Bożego Narodzenia (2009–2012)

    - Przewodniczący Rady – Gordon Thomson, Przewodniczący Rady Wyspy Bożego Narodzenia (2003–2011)

  -  Wyspy Kokosowe (terytorium zewnętrzne Australii)
    - Administrator –
      1. Sheryl Klaffer, P.o. administratora Wysp Kokosowych (2008–2009)
      2. Stephen Clay, P.o. administratora Wysp Kokosowych (2009)
      3. Brian Lacy, Administratorzy Wysp Kokosowych (2009–2012)

    - Przewodniczący Rady –
      1. Mohammed Said Chongkin, Przewodniczący Rady Wysp Kokosowych (2007–2009)
      2. Shane Charlston, Przewodniczący Rady Wysp Kokosowych (2009)
      3. Balmut Pirus, Przewodniczący Rady Wysp Kokosowych (2009–2011)

  -  Norfolk (terytorium zewnętrzne Australii)
    - Administrator – Owen Walsh, Administratorzy Norfolku (2007–2012)
    - Szef ministrów – Andre Nobbs, Szefowie ministrów Norfolku (2007–2010)

- Fidżi
  - Prezydent –
    1. Josefa Iloilo, Prezydenci Fidżi (2007–2009)
    2. Epeli Nailatikau, Prezydenci Fidżi (2009–2015)

  - Premier – Frank Bainimarama, Premierzy Fidżi (od 2007)

- Guam (nieinkorporowane terytorium zorganizowane Stanów Zjednoczonych Ameryki)
  - Gubernator – Felix Perez Camacho, Gubernatorzy Guamu (2003–2011)

- Kiribati
  - Prezydent – Anote Tong, Prezydenci Kiribati (2003–2016)

- Mariany Północne (nieinkorporowane terytorium zorganizowane Stanów Zjednoczonych Ameryki)
  - Gubernator – Benigno Repeki Fitial, Gubernatorzy Marianów Północnych (2006–2013)

- Mikronezja
  - Prezydent – Manny Mori, Prezydenci Mikronezji (2007–2015)

- Nauru
  - Prezydent – Marcus Stephen, Prezydenci Nauru (2007–2011)

- Nowa Kaledonia (wspólnota sui generis Francji)
  - Wysoki komisarz – Yves Dassonville, Wysocy Komisarze Nowej Kaledonii (2007–2010)
  - Przewodniczący rządu –
    1. Harold Martin, Przewodniczący rządu Nowej Kaledonii (2007–2009)
    2. Philippe Gomès, Przewodniczący rządu Nowej Kaledonii (2009–2011)

- Nowa Zelandia
  - Król – Elżbieta II, Królowie Nowej Zelandii (od 1952)
  - Gubernator generalny – Anand Satyanand, Gubernatorzy generalni Nowej Zelandii (2006–2011)
  - Premier – John Key, Premierzy Nowej Zelandii (2008–2016)
  -  Wyspy Cooka (terytorium stowarzyszone Nowej Zelandii)
    - Wysoki Komisarz –
      1. Sophie Vickers, P.o. Wysokiego Komisarza Wysp Cooka (2008–2009)
      2. Tia Barret, Wysocy Komisarze Wysp Cooka (2009)
      3. Nicola Ngawati, P.o. Wysokiego Komisarza Wysp Cooka (2009–2010)

    - Przedstawiciel Królowej – Frederick Tutu Goodwin, Przedstawiciele Królowej na Wyspach Cooka (2001–2013)
    - Premier – Jim Marurai, Premierzy Wysp Cooka (2004–2010)

  -  Niue (terytorium stowarzyszone Nowej Zelandii)
    - Wysoki Komisarz – Brian Smythe, Wysocy Komisarze Niue (2008–2010)
    - Premier – Toke Talagi, Premierzy Niue (od 2008)

  -  Tokelau (terytorium zależne Nowej Zelandii)
    - Administrator –
      1. David Payton, Administratorzy Tokelau (2006–2009)
      2. John Allen, P.o. administratora Tokelau (2009–2011)

    - Szef rządu –
      1. Pio Tuia, Szefowie rządu Tokelau (2008–2009)
      2. Foua Toloa, Szefowie rządu Tokelau (2009–2010)

- Palau
  - Prezydent –
    1. Tommy Remengesau, Prezydenci Palau (2001–2009)
    2. Johnson Toribiong, Prezydenci Palau (2009–2013)

- Papua-Nowa Gwinea
  - Król – Elżbieta II, Królowie Papui-Nowej Gwinei (od 1975)
  - Gubernator generalny – Paulias Matane, Gubernatorzy generalni Papui-Nowej Gwinei (2004–2010)
  - Premier – Michael Somare, Premierzy Papui-Nowej Gwinei (2002–2011)

- Pitcairn (terytorium zamorskie Wielkiej Brytanii)
  - Gubernator – George Fergusson, Gubernatorzy Pitcairn (2006–2010)
  - Burmistrz – Mike Warren, Burmistrzowie Pitcairn (2008–2013)

- Polinezja Francuska (wspólnota zamorska Francji)
  - Wysoki Komisarz – Adolphe Colrat, Wysocy komisarze Polinezji Francuskiej (2008–2011)
  - Prezydent –
    1. Gaston Tong Sang, Prezydenci Polinezji Francuskiej (2008–2009)
    2. Oscar Temaru, Prezydenci Polinezji Francuskiej (2009)
    3. Gaston Tong Sang, Prezydenci Polinezji Francuskiej (2009–2011)

- Samoa
  - Głowa państwa – Tupua Tamasese Tupuola Tufuga Efi, O le Ao o le Malo Samoa (2007–2017)
  - Premier – Tuilaʻepa Sailele Malielegaoi, Premierzy Samoa (od 1998)

- Samoa Amerykańskie (nieinkorporowane terytorium niezorganizowane Stanów Zjednoczonych Ameryki)
  - Gubernator – Togiola Tulafono, Gubernatorzy Samoa Amerykańskiego (2003–2013)

- Tonga
  - Król – Jerzy Tupou V, Królowie Tonga (2006–2012)
  - Premier – Feleti Sevele, Premierzy Tonga (2006–2010)

- Tuvalu
  - Król – Elżbieta II, Królowie Tuvalu (od 1978)
  - Gubernator generalny – Filoimea Telito, Gubernatorzy generalni Tuvalu (2005–2010)
  - Premier – Apisai Ielemia, Premierzy Tuvalu (2006–2010)

- Vanuatu
  - Prezydent –
    1. Kalkot Mataskelekele, Prezydenci Vanuatu (2004–2009)
    2. Maxime Carlot Korman, P.o. prezydenta Vanuatu (2009)
    3. Iolu Abil, Prezydenci Vanuatu (2009–2014)

  - Premier – Edward Natapei, Premierzy Vanuatu (2008–2010)

- Wallis i Futuna (wspólnota zamorska Francji)
  - Administrator – Philippe Paolantoni, Administratorzy Wallis i Futuny (2008–2010)
  - Przewodniczący Zgromadzenia Terytorialnego – Victor Brial, Przewodniczący Zgromadzenia Terytorialnego Wallis i Futuny (2007–2010)

- Wyspy Marshalla
  - Prezydent –
    1. Litokwa Tomeing, Prezydenci Wysp Marshalla (2008–2009)
    2. Ruben Zackhras, P.o. prezydenta Wysp Marshalla (2009)
    3. Jurelang Zedkaia, Prezydenci Wysp Marshalla (2009–2012)

- Wyspy Salomona
  - Król – Elżbieta II, Królowie Wysp Salomona (od 1978)
  - Gubernator generalny –
    1. Nathaniel Waena, Gubernatorzy generalni Wysp Salomona (2004–2009)
    2. Frank Kabui, Gubernatorzy generalni Wysp Salomona (od 2009)

  - Premier – Derek Sikua, Premierzy Wysp Salomona (2007–2010)